# Kordelas

Kordelas z XVII-XVIII wieku

Kordelas (wł. cortelas) – rodzaj długiego noża o jednosiecznej głowni prostej lub zakrzywionej. 
Od XV wieku był bronią wojskową używaną przez formacje piechoty, później najczęściej wykorzystywany jako broń myśliwska.
Jako broń myśliwska kordelas służył podczas polowań do dobijania grubej zwierzyny (łosie, jelenie, sarny, muflony, dziki). Do użytku w łowiectwie wszedł w XVIII wieku i przetrwał do XX stulecia. W okazalszych i bardziej reprezentatywnych egzemplarzach rękojeści wykonywano z rogu, a okucia pochwy dekorowano motywami o tematyce myśliwskiej. Z czasem został przekształcony w broń paradną stanowiącą element galowego stroju myśliwego.
W słownictwie potocznym nazwę tę niekiedy stosuje się niepoprawnie w odniesieniu do marynarskich szabel abordażowych z XVIII-XIX wieku.